# ディアフィールドビーチ (フロリダ州)
ディアフィールドビーチ（Deerfield Beach）は、アメリカ合衆国フロリダ州のブロワード郡にある都市。人口は8万6772人（2022年推計）。マイアミ都市圏にある。

## 歴史
初期の入植者の大半は農家でパイナップルやオレンジの果樹園を開拓した。1925年に「ディアフィールド町」として法人化した。次第に観光業が大きくなり、町名に「ビーチ」を付けた。1945年に市制施行した。

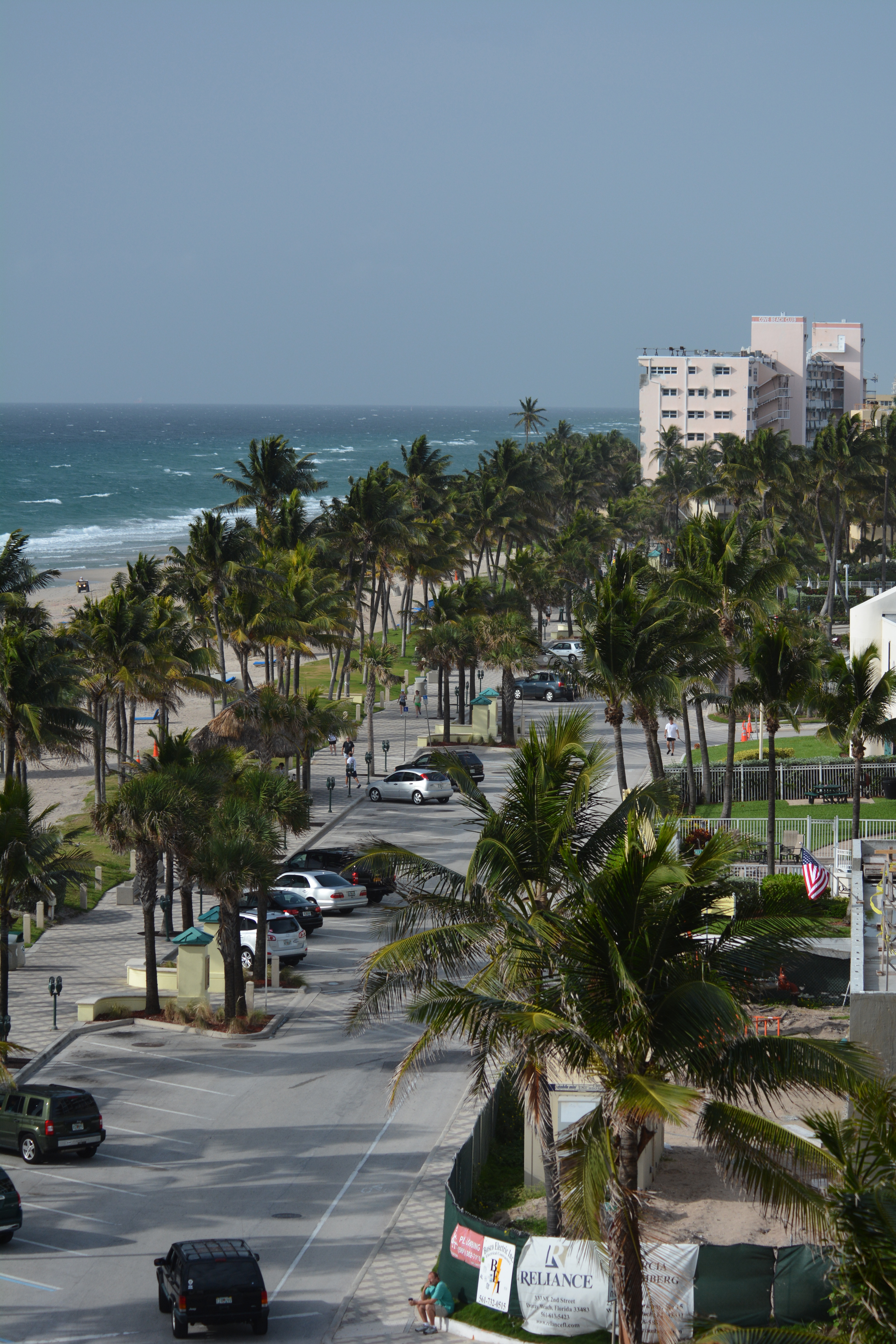
海岸のヤシの木

## 交通
- ディアフィールドビーチ駅：海岸からは5キロメートルほど離れている。アムトラックとトライレールが利用できる。

## 住民
2020年アメリカ合衆国国勢調査によれば、ブラジルやハイチからの移民の比率が高かった。

## 関係者
- ジェリー・ジューディ：アメリカンフットボール選手
- デビン・シングレタリー：アメリカンフットボール選手